# Вторгнення викрадачів тіл (фільм, 1978)
«Вторгнення викрадачів тіл» (англ. Invasion of the Body Snatchers) — американський фантастичний трилер 1978 року режисера Філіпа Кауфмана, ремейк однойменного фільму 1956 року, друга екранізація фантастичного роману «Викрадачі тіл» письменника Джека Фінні.

## Сюжет
Аморфна паразитична інопланетна раса залишає свою вмираючу планету та, подорожуючи космосом, потрапляє на Землю, прийнявши після вторгення форму маленьких рожевих квітів. Елізабет Дрісколл, лаборантка Департаменту охорони здоров'я Сан-Франциско, приносить одну з квіток додому та показує її своєму хлопцеві Джеффрі. Наступного ранку вона, прокинувшись, виявляє, що він змінився і став холодний та відсторонений. Елізабет зізнається своєму колезі та другові Метью Беннеллу про тривожні зміни в Джеффрі і повідомляє, що стежила за ним і бачила, як він таємно зустрічається з людьми, яких вона не знає. Метью радить Елізабет поговорити зі своїм другом-психіатром Девідом Кібнером, на що вона неохоче погоджується. Але до зустрічі з Кібнером вони виявляють, що дивно поводиться і багато інших жителів міста. Кібнер же ігнорує занепокоєння Елізабет, переконуючи її повернутися додому до Джеффрі.
Джек Беллічек і його дружина Ненсі знаходять у грязьовому спа-центрі, яким вони керують разом, таємниче ембріональне доросле тіло, схоже на Джека, і телефонують Метью. Побачивши це тривожне відкриття, Метью їде попередити Елізабет, але виявляє її напівсформовану копію біля спальні, де вона спить. Метью рятує Елізабет і повідомляє поліцію та Кібнера про події, але коли вони прибувають, то не знаходять дублікати Джека та Елізабет. Метью марно намагається попередити владу. Зустрівши кількох двійників, Метью, Елізабет, Джек та Ненсі ховаються в квартирі Метью. Вони телефонують Кібнеру, який обіцяє допомогти, але пізніше сідає в машину з іншими дублікатами, виявившись теж дублікатом. Коли група засинає, з саду з'являються великі квіткові коробочки та починають народжувати собі заміну. Друзі вчасно прокидаються і втікають, але швидко розуміють, що дублікати взяли контроль над містом. Вони відчайдушно намагаються не стати жертвами інопланетної раси, але їм не вдається врятувати ні себе, ні решту людства від викрадачів тіл.

## У ролях
| Актор             | Роль                  |
| ----------------- | --------------------- |
| Дональд Сазерленд | Метью Беннелл         |
| Брук Адамс        | Елізабет Дрісколл     |
| Леонард Німой     | доктор Давід Кібнер   |
| Джефф Голдблюм    | Джек Беллічек         |
| Вероніка Картрайт | Ненсі Беллічек        |
| Арт Гіндл         | доктор Джеффрі Говелл |
| Лелія Гольдоні    | Кетрін Гендлі         |
| Дон Сігел         | водій таксі           |

## Критика
Фільм отримав дуже схвальні відгуки від критиків та глядачів. На Rotten Tomatoes його оцінки 93 % на основі 74 відгуків від критиків і 82 % від більш ніж 25 000 глядачів.